# Helmut Umbach
Helmut Heinrich Bruno Umbach (* 5. Juni 1953 in Gudensberg, Nordhessen) ist ein deutscher evangelischer Pfarrer und Theologe.

## Leben
Umbach studierte an der Kirchlichen Hochschule Bethel und der Georg-August-Universität Göttingen Evangelische Theologie. Erste berufliche Stationen waren das Gemeindepfarramt in Bad Emstal und das Evangelische Predigerseminar Hofgeismar. Mit einer Doktorarbeit über die Theologie des Paulus von Tarsus wurde er 1992 zum Dr. theol. promoviert. 1994 kam er als Studienleiter an das Studienhaus der Evangelischen Kirche von Kurhessen-Waldeck in Göttingen. 2000 wurde er Dekan im Kirchenkreis Fritzlar, nach dessen Fusion im Kirchenkreis Fritzlar-Homberg. Als Lehrbeauftragter habilitierte er sich 2004 an der Universität Kassel. Seither lehrt er dort als Professor am Institut für Evangelische Theologie. Im Kirchenkreis trat er im Februar 2016 in den Ruhestand.

## Schriften
- In Christus getauft – von der Sünde befreit. die Gemeinde als sündenfreier Raum bei Paulus. Vandenhoeck und Ruprecht, Göttingen 1999 (zugl. Diss. Univ. Göttingen, 1992), ISBN 978-3-525-53865-4.
- Heilige Räume – Pforten des Himmels. Vom Umgang der Protestanten mit ihren Kirchen. Vandenhoeck und Ruprecht, Göttingen 2005 (zugl. Habil. Univ. Kassel), ISBN 978-3-89971-240-7.
- Heilig – in Christus. Studien zu Raumaspekten der Christologie im Neuen Testament, zur Kirchenraum-Pädagogik und zum protestantischen Kirchenbau heute. Vandenhoeck und Ruprecht, Göttingen 2014, ISBN 978-3-8471-0303-5.